# The Mastery of John Coltrane Vol. 3: Jupiter Variation
| Recensione                          | Giudizio |
| ----------------------------------- | -------- |
| AllMusic                            | [ 1 ]    |
| The Rolling Stone Jazz Record Guide | [ 2 ]    |

The Mastery of John Coltrane, Vol. III: Jupiter Variation è un album compilation del musicista jazz John Coltrane, che contiene materiale inciso principalmente nel 1967, ma rimasto inedito fino al 1978 quando venne pubblicato su disco dalla Impulse! Records (IA 9360).

## Il disco
Tutte le tracce presenti in questa compilation erano precedentemente inedite all'epoca della pubblicazione della raccolta. Attualmente, Number One è stata inserita nella prima ristampa in CD di Expression, mentre Jupiter (Variation) e Leo sono state incluse come bonus track nella ristampa CD del 2000 di Interstellar Space. Infine, una versione differente di Peace on Earth, con sovraincisioni varie, venne inclusa nella prima ristampa in CD di Infinity.

## Tracce
1. Number One – 11:58
2. Peace on Earth – 7:12
3. Jupiter (Variation) – 6:48
4. Leo – 11:02

## Formazione
- John Coltrane – sax tenore, campanella
- Alice Coltrane – pianoforte (1-2)
- Jimmy Garrison (1), Charlie Haden (2) – contrabbasso
- Ray Appleton – percussioni (2)
- Pharoah Sanders – tamburello (2), flauto (2)
- Rashied Ali – batteria